# Radiador Springs
Radiador Springs (en la versión original en inglés es Radiator Springs) es un pueblo ficticio en donde se ambienta la película animada Cars de Disney y Pixar. El pueblo está situado en la ruta 66, en el condado Carburador.

## Historia
Este pueblo es visitado accidentalmente por Rayo McQueen después de salir de su cabina de transporte, que era llevada por Mack (el camión que transportaba a Rayo McQueen). El pueblo quedó abandonado por culpa de la construcción de la Carretera Interestatal 40, por lo que los autos pasan por fuera sin darse cuenta de su existencia. La señorita Sally le explica que hace cuarenta años, no existía la interestatal, solo la carretera libre (Ruta 66) donde los autos "subían y bajaban" hasta que la construyeron y los viajeros dejaron de pasar al pueblo. La situación cambió cuando llega Rayo McQueen y repara la ruta 66 (ya que él mismo la destruyó en un fallido intento de escape) ayudando, además, a construir carteles, luces y nuevos negocios en el pueblo. Transcurrido un tiempo, Doc Hudson llama a los periodistas diciendo que Rayo McQueen se encontraba en Radiador Springs y que gracias a eso el pueblo comenzaba a hacerse conocido y aparecer en el mapa. Finalmente, le dice a la Señora Sally que montará allí próximamente su cuartel general y consigue que hagan una salida de la Interestatal 40 al pueblo.
Después, en la segunda película, se puede observar que el pueblo ha logrado mantener una gran fama debido a Rayo McQueen, hay una gran afluencia de autos y el lugar ha mejorado.

## Ubicación
Radiador Springs se encuentra a lo largo de la ruta 66, que se extiende desde Los Ángeles, California, a Chicago, Illinois. El lugar esta rodeado de rocas rojas y del desierto, y no está cerca de ninguna ciudad grande, por lo que Radiador Springs debe estar ubicado, ya sea en California, Arizona o Nuevo México. De acuerdo con El arte conceptual de Cars, Radiador Springs se encuentra en medio de Gallup, Nuevo México, y Kingman, Arizona (que tanto se puede escuchar en la canción créditos finales). Desde Gallup se encuentra en el extremo oeste de Nuevo México, Radiador Springs es más probable esté en Arizona. El paradero de camiones que Mack y Rayo McQueen pasaron en su viaje no podía ser al oeste de Houck, Arizona, a causa de una señal que dice "Truckstop último de 500 millas", y desde Houck es al otro lado este de Arizona, el paradero de camiones era más probable que estuviera en el oeste de Nuevo México, y si Mack condujo durante solo unas horas más después de la truckstop antes de quedarse dormido, entonces es muy probable que en él se localice Arizona Radiador Springs.

## Residentes
- El Rayo McQueen: Es el famoso auto de carreras rojo #95 patrocinado por Rust-eze y el protagonista principal. Aparece en las 3 películas de Cars.
- Mate: Es una grúa vieja y oxidada. Su color original era azul celeste, tenía un capó y tenía su faro izquierdo, pero perdió su faro izquierdo y perdió su capó cuando se cayó al barranco. Es un Internacional Harvester de la década de los 50 o un Chevrolet 3800. Aparece en las 3 películas de Cars. Primero mantiene vigilado a Rayo McQueen después de romper la carretera, pero después se convierte en su mejor amigo.
- Sargento: Es un Jeep del ejército militar. Aparece en las 3 películas de Cars.
- Fillmore: Es un Volkswagen Combi tipo 2 de la década de los 50 de color verde agua. Aparece en las 3 películas de Cars.
- Sheriff: Es el policía de Radiador Springs. Es un Mercury Club Coupe de la década de los 40 de color negro y blanco. Aparece en las 3 películas de Cars.
- Ramón: Es dueño de un taller de pintura, es un Chevrolet Impala de la década de los 50 de color morado. Aparece en las 3 películas de Cars.
- Flo: Es la esposa de Ramón, se basa en una Motorama Show Girl, inspirada en un GM Motorama Show Car de 1957. Es una Lincoln Futura de 1955 de color verde agua modificada con grandes aletas traseras. Aparece en las 3 películas de Cars.
- Luigi: Es dueño de una tienda de neumáticos, es un Fiat 500 de la década de los 50 de color amarillo. Aparece las 3 películas de Cars.
- Guido: Es un montacargas azul, él adora a los Ferrari al igual que su mejor amigo Luigi. Aparece en las 3 películas de Cars.
- Lizzie: Es el segundo auto más viejo de Radiador Springs. Es un Ford Modelo T de la década de los 20 de color negro. Aparece en las 3 películas de Cars.
- Rojo: Es el que llora cada vez que McQueen de aleja del pueblo. Es un antiguo camión de bomberos, es un American LaFrance de la década de los 60. Aparece en las 3 películas de Cars.
- Frank: Una gran cosechadora que tiene mente y fuerza de toro. No le gusta que despierten o que molesten a los tractores. Aparece solamente en 2 partes de la 1.ª película, una en el campo y otra en un sueño de Rayo McQueen. También aparece en el corto "Mate y la luz fantasma". Rayo McQueen le tiene miedo pero Mate huye de él como si fuera un juego.
- Los tractores: Tienen mente y fuerza de vacas. Usualmente se la pasan durmiendo, hasta que alguien (en particular Rayo o Mate) los despierta con el ruido del claxon (o el motor). Aparecen en Cars, Cars 3 (solo en Thomasville) y en el corto de Las 500½ de Radiador Springs.
- Mack: Es el camión rojo que transporta a Rayo McQueen es un Mack Super Liner de la década de los 80. Aparece en las 3 películas de Cars.
- Mia y Tia: Eran las fanes de Rayo McQueen, luego las fanes de Chick Hicks, pero volvieron a ser las fanes de Rayo McQueen. Son un Mazda Miata de color rojo, son las meseras del café de Flo. Aparecen en la primera y segunda película de Cars, y en una escena borrada de la tercera película.
- Otis: Otro habitante de Radiador Springs, al que Mate se la pasa enganchando muy seguido. Aparece solamente en Cars 2.
- Cruz Ramírez: La residente más joven del pueblo. Es la actual corredora de Dinoco (desde 2017) y es entrenada por Rayo McQueen. Aparece en Cars 3, desvelándose en los créditos finales que se quedará a vivir allí.
- Jeff Gorvette: Es residente del pueblo (desde 2023) y era un corredor que compitió en el Grand Prix Mundial en 2011 y ahora es un corredor retirado. Se queda a vivir allí y es el segundo mejor amigo de Rayo McQueen.

## Antiguos residentes
- Doc Hudson: Fue un excorredor, pero lo conocemos por primera vez como juez; es un Hudson Hornet de la década de los 50. Aparece en Cars, murió porque el actor que le hacía la voz Paul Newman falleció en vida real. También aparece en Cars 3 en flashbacks cuando ganó la Copa Pistón en el 51, 52 y 53 y tuvo un accidente en el 54 bajo el nombre de "El Fabuloso Hudson Hornet".
- Sally: Es la novia de Rayo McQueen la cual es un Porsche 911 trabajaba en el Hotel Cono Comodín y reinauguró el Hotel Rueda-Rueda.
- Stanley: Fue el fundador de Radiador Springs en 1909, bien podría ser un Stanley Steamer 72 Runabout modelo 1911 o un Ford T al igual que Lizzie. Salen los dos en el corto "Mate viaja en el tiempo".

## Edificios y lugares

### Abiertos
- Aeropuerto internacional de Radiador Springs (en Cars 2 y Cars: La Copa Internacional de Mate)
- Circuito de Carreras de Rayo McQueen, Cruz Ramirez y Jeff Gorvette
- Tienda de Combustible Orgánico de Fillmore
- Café V8 de Flo
- Hudson Hornet Racing Museum
- Sede de Carreras de El Rayo McQueen
- Luigi's Casa Della Rueda
- El Museo de Carreras (edificio era previamente el cerrado Glenrio Motel)
- Juzgado de Radiador Springs
- Curiosidades de Radiador Springs
- Radiador Springs Drive-In Theatre
- Radiador Springs Municipal Impound
- Taller de Pinturas de Ramón
- Cabaña Militar de Sargento
- Campamento Acrobático de Sargento
- Remolque y Salvamento de Mate
- Zona de Pastoreo de Tractores
- Monte de Willy
- Tienda de Aceite y Capós de Otis

### Cerrados
- Budville Trading Company
- Reparaciones Emporio del Carburador
- Eat
- Parabrisas Foggy
- Glenrio Motel (edificio que se convirtió en el Museo de Carreras)
- Lube O Rama
- Srta. Pistón
- Sr. Curb espesores
- Sra. Silenciador
- Guardabarros de Muddy
- Oil Pan
- Clínica Mecánica de Valle Insignia (Doc Hudson: dr. de combustión interna) (En Cars)
- Reparación de Neumáticos Pincha Parche
- Garaje de Radiador Springs
- Bujías Chispeantes de Sparky
- Oasis de Stanley (En Mate Viaja en el Tiempo) (ahora desaparecido)
- Limpiaparabrisas Whimpy

## Cercano
- Rancho Cadillac.
- Valle Insignia.
- Motel Rueda Rueda.
- Autódromo de Rustbucket (en el videojuego Cars: Race-O-Rama).

## Sitios aliados
- Villa Topolino; Italia (en Cars 2).
- Cuartel general de la Agencia de espionaje internacional C.H.R.O.M.E.; Londres, Reino Unido (en el videojuego de Cars 2).
- Rust-Eze Racing Center, Fireball Beach (en Cars 3).
- Thomasville, Georgia, Estados Unidos (en Cars 3).